# Acélmetszet
Az acélmetszet a mélynyomású sokszorosító eljárások egyike, amelyet Charles Heath 1820-ban használt először Angliában. Lényegében ugyanaz a technika, mint a rézmetszet. A különbség csak az, hogy réz helyett acéllemezbe vési a grafikus a vonalait. Előnye az volt, hogy a kemény acéllemezről sokkal több levonatot lehetett készíteni, mint a puhább rézlemezről. Hátránya pedig az, hogy könnyű és lágy vonalakat nem lehet elérni vele. Amióta a rézmetszetek levonatainak számát azáltal lehet fokozni, hogy a rézlapot vegyi úton (galvanoplasztika) acélréteggel vonhatjuk be – azóta az acélmetszetet már nem művelik.